# Očiščenje: Volitve
Očiščenje: Volitve (izviren angleški naslov: The Purge: Election Year) je ameriška akcijska grozljivka iz leta 2016, delo režiserja in scenarista Jamesa DeMonaca. V filmu igrajo Frank Grillo, Elizabeth Mitchell in Mykelti Williamson.